# Otterhällan

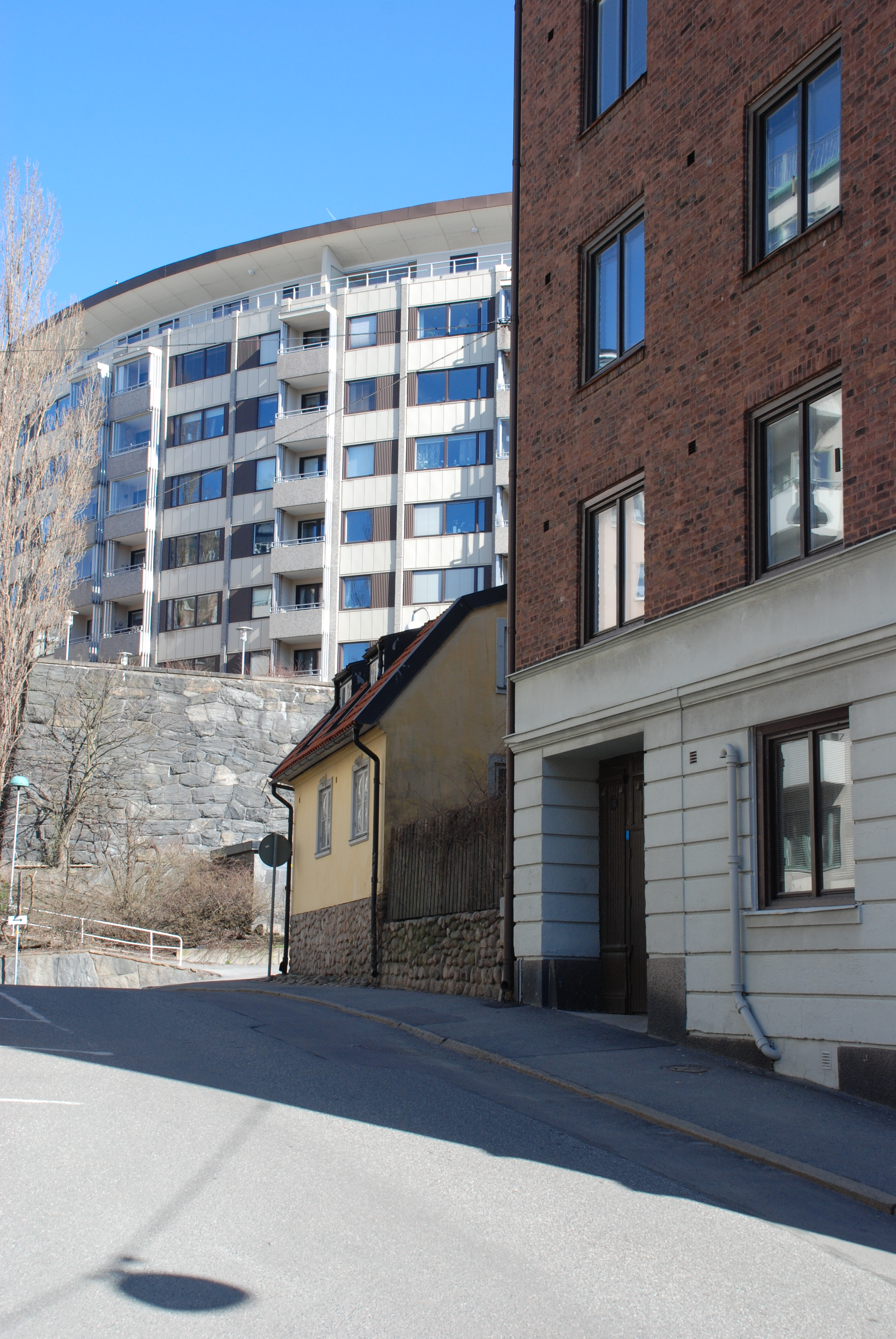
Västra Liden från Lasarettsgatan. Den lilla gula byggnaden är Drottning Kristinas jaktslott. De rundbyggda husen på Otterhällans topp syns i bakgrunden.

Otterhällan, eller Stora Otterhällan, Utrella (1619), även "Berget" i folkmun, är ett berg Inom Vallgraven i centrala Göteborg. Otterhällan användes tidigt för befästningsändamål och är idag bebyggt med bostadshus, affärs- och kontorsfastigheter samt parkeringshus. Här ligger också Drottning Kristinas jaktslott, vars äldsta delar är dokumenterade från 1731. Ahlbergska huset, beläget på Skräddaregatan 1-3, är byggt omkring 1785 och ritat av dåvarande stadsarkitekten Carl Wilhelm Carlberg.
Lilla Otterhällan, efter 1904 kallad Kungshöjd, är ett bebyggt berg söder om Stora Otterhällan.

## Området Otterhällan-Kungshöjd

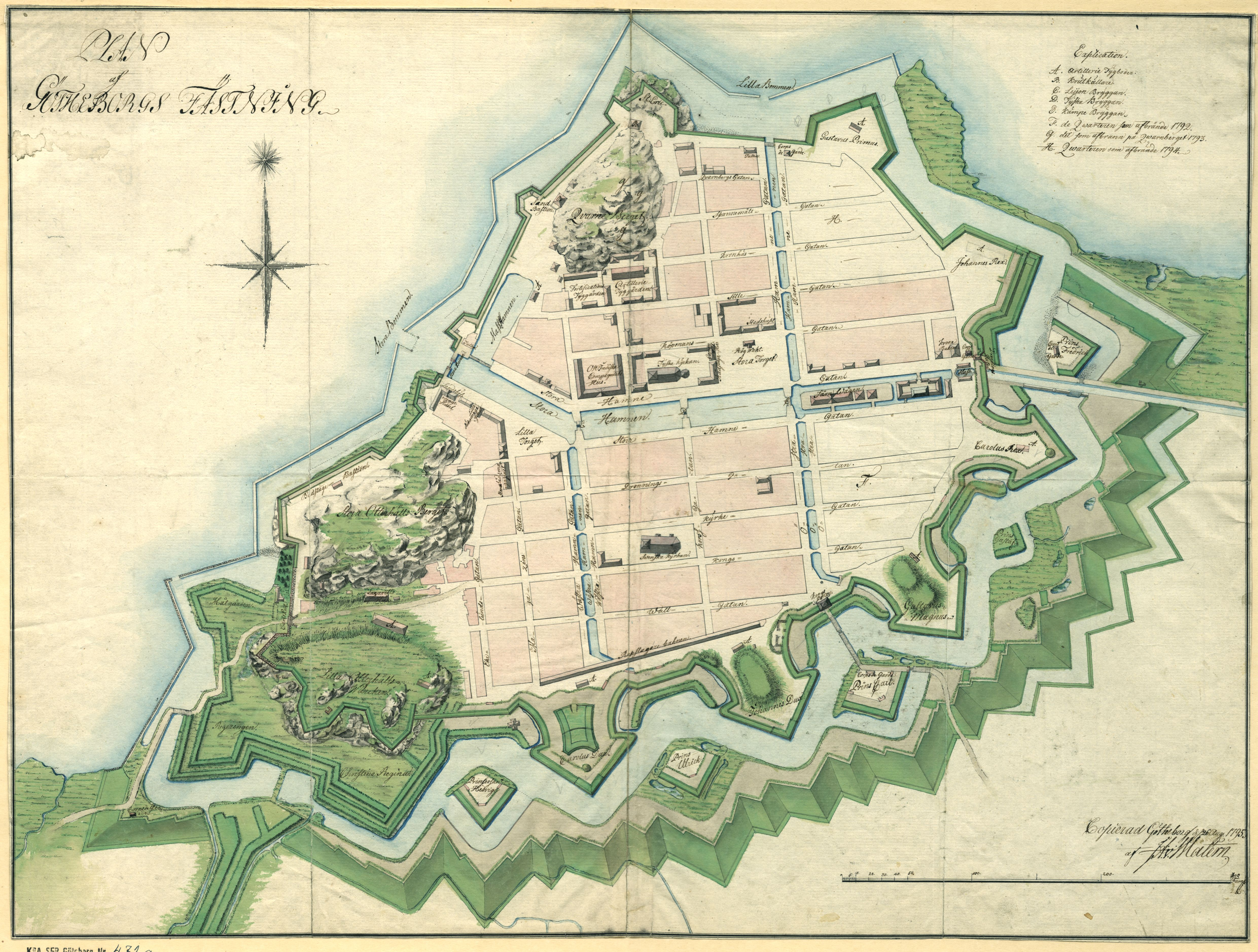
Göteborgs stadsfästning med sina tre berg. Längst i norr ligger Kvarnberget. I väster ligger Otterhällan och i sydväst Kungshöjd. Källa: Karta från 1795 i Krigsarkivet.

Området Otterhällan-Kungshöjd omfattar stadskärnans höjdpartier i sydväst. Det avslutas mot väster och söder av branta bergssidor och in mot centrala stadskärnan utgör  Ekelundsgatan och Kaserntorget en gräns. Tvärs igenom området går Kungsgatan, som har sin ursprungliga sträckning från den plats där Karlsporten låg fram till 1820-talet.
Både Kungshöjd och Otterhällan var länge glest bebyggda. De präglas nu av bebyggelse, som tillkommit på 1900-talet, men det finns rester av äldre byggnader och anläggningar.
Längs Kungshöjd är delar av stadsmuren bevarad. Närmast Kungsgatan reser sig bastionen Carolus XI Rex med sin mäktiga mur ut mot väster och den innehåller också stora salar. I söder skjuter ett par bastionsspetsar ut från bergssidan.
Otterhällans krön domineras av ett stort modernt bostadshus uppfört kring en oval gård efter ritningar av Lund & Valentin arkitekter. Ett markant inslag i denna del är också husraden längs Stora Badhusgatan, som bildar en hög skärm. Vid nordvästra delen av Otterhällan ligger det äldsta bostadshuset i staden – Residenset – bebott sedan 1651. Höghuset Otterhall med sina förgyllda takdetaljer utgör en värdefull accent i områdets västra del. En mycket karaktäristisk byggnad i områdets södra del är det tidigare Televerkets komplex med sina massiva murar av tegel och natursten.
I samband med en kungörelse om en ny brandordning år 1800, tas strapatserna upp med att bo på berget: "Och som stentrappor vid ett och annat ställe på Otterhäll berget blivit anlagde till passagens lättande därstädes, men desse trappor om vintern ej sällan äro så islupne, att de nästan äro otillgängelige, alltså antydes vederbörande husägare och innevånare på Otterhällan, det de i anseende till deras egen därunder beroende bekvämlighet, att upp- och nedgången till deras boningsställen städse hållas ledig från ishalka, flitigt upphugga och renhålla dessa trappor och sluttande stigar."

## Historia

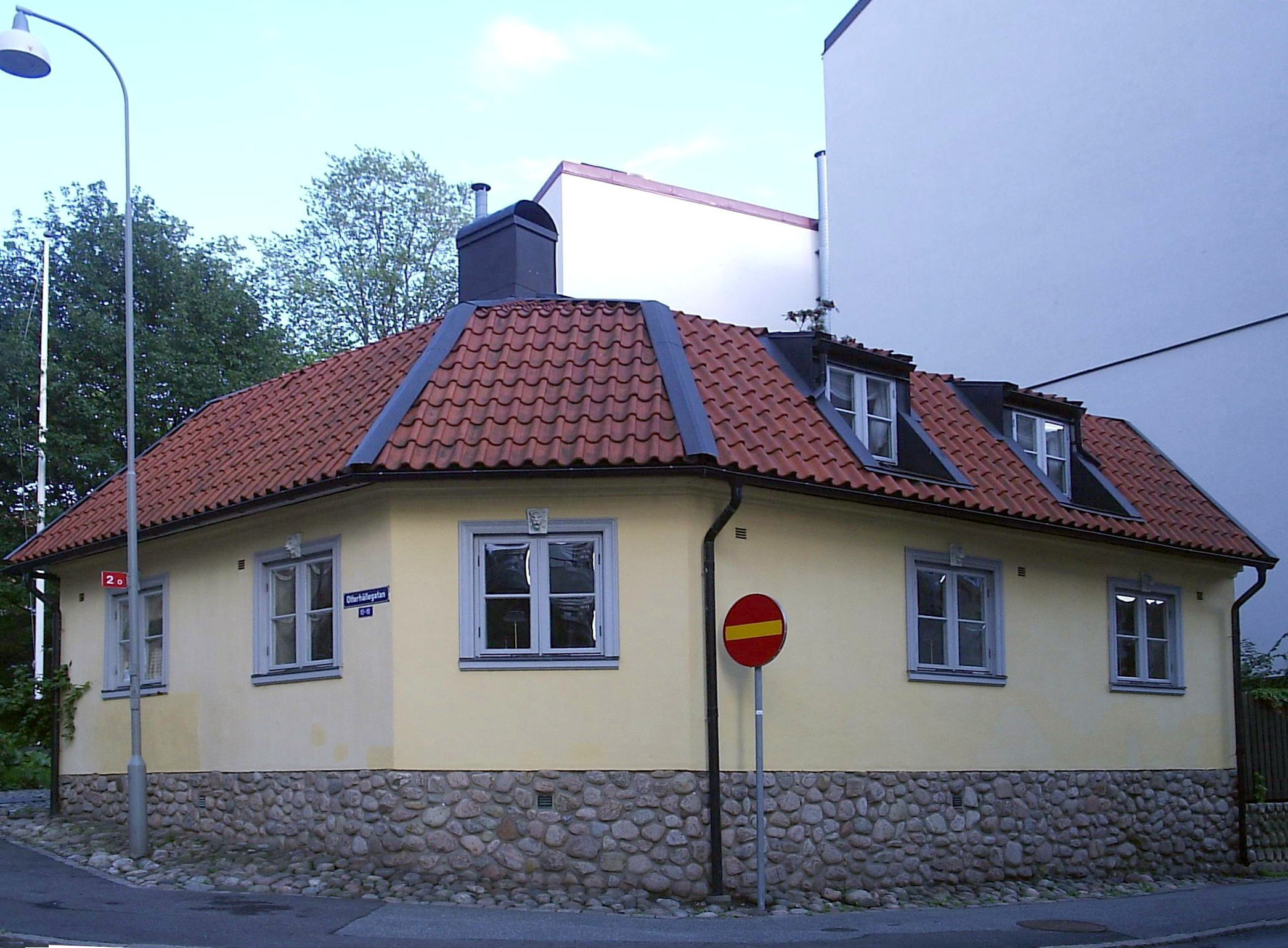
Drottning Kristinas jaktslott på Otterhällan i centrala Göteborg, ursprungligen uppfört av åkaren Lars Bryngelsson år 1731.

Namnet Otterhällan är känt sedan 1559 i olika former, och kommer av den västsvenska formen för mårddjuret utter (otter-), vilka tydligen haft sina bon vid bergets fot och kala klipphällar (-hällan). Så sent som 1770 rapporteras att uttrar spisade ål på isen i Stora Hamnkanalen. 
På en plan från ca 1622 anges Kvarnberget som Lilla Otterhällan (Othrelle) och dagens båda berg – Otterhällan och Kungshöjd – som Stora Otterhällan. Göteborgshistorikern C.R.A. Fredberg ger följande beskrivning: "Berget ovanför Rosenlund och Hvitfeldtsplatsen bildar en avsats till Stora Otterhällan och hade länge intet särskilt namn. Sedan stadskvarnen uppförts på Kvarnberget, vilket i stadens första århundrade och något mer benämndes Lilla Otterhällan, överflyttades detta namn på berget ovanför Rosenlund. Sedan 1900-talets början, då arsenalen revs och området nyreglerades, bär det ett nytt namn: Kungshöjden."
På Stora Otterhällans topp byggdes det 1630 en väderkvarn efter holländskt mönster av Basilius Mikaelsson. 
Både Stora och Lilla Otterhällan var ursprungligen täckta med ekskog och år 1650 räknades träden till 1 934 stycken "friska eketräd". Ekskogen skövlades när staden behövde virke för fästningsarbeten och fartygsbyggen, men också för att staden behövde mer tomtmark, i första hand nuvarande Ekelundsgatan (då Nygatan). Fram till 1687 höggs 1 500 av ekarna ner, och återstoden togs sedan "efter handen för fästningsvärkens skull." Efter skövlingen fick fattiga borgare tillstånd att bygga sina stugor på bergets sluttningar. Eric Cederbourg skriver år 1739 att; "stadens invånare, hustrur och barn med dess tjenstefolc hade där sitt fullkomliga nöye och tidsfördrif." 
De sämsta stugorna låg högst upp på berget och de bättre underhållna längre ned på sluttningarna, vilka ägdes av folk som stod högre upp på samhällsstegen. Gällande ägorätten till tomterna "under ekeskogen" uppstod ofta konflikter med stadens styrande: "Alldenstund de som under ekeskogen här i staden bo icke kunna bevisa sig hava fått magistratens tillstånd att äga de tomter de besitta, och de staden och dess borgerskap stor prejudice och skada uti deras näring göra, tjuverier hölja och dölja, lättfärdigt folk hysa av vilka lösaktighet, svärmeri och annan synd och förargelse bedrives. Där likväl de som kronans soldater är sina tilldelningshemman på ladet hava och sig hos sine regementen uppehålla borde, och stadssoldaterna icke mindre i häradet eller förstaden sig nedsätta. Ty är av senaten resolverat att de samma der ifrån vika och deras hus nedkastas skole, och grunden sådan till en allmän gata utläggas och brukas, var med executionen till byggnings-kollegii presidentens ädel och välb, Gerhard Leijoncrants hemkomst utställtes." År 1673 fick "... Nils Snieker lösa en plats under Ekskogen ovanför rådman Ulrich Steenkamps hus och gård belägen för att där uppsätta sin verkstad. Han fick icke använda den till byggnad, bryggeri och bränneri. Skulle betala 15 daler."
Vid den stora branden 1804 avbrändes nästan samtliga av de 150 tomterna på Stora Otterhällan. Några av stenhusen klarade sig dock – exempelvis Garnisonssjukhuset på södra sidan.  

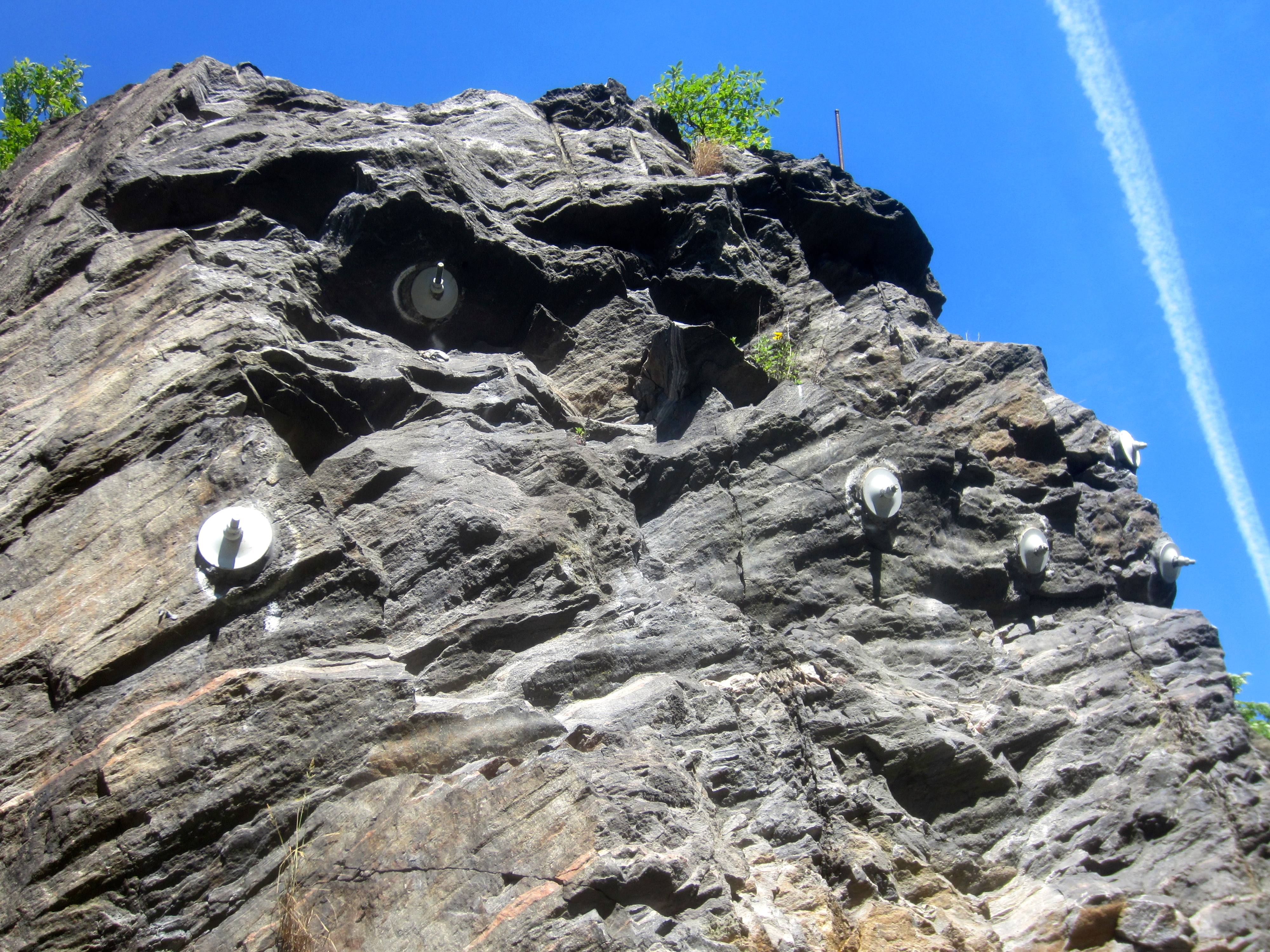
Bultat berg på Otterhällan för att minska rasrisk.

På toppen av berget anlades 1839 en optisk telegraf, som bestod av rörliga armar uppsatta på höga master och försedda med luckor, vilka kunde flyttas i olika positioner. Via liknande telegrafer vid Stigberget, Nya Varvet, Brännö och Vinga kunde man genom ett kodsystem sända meddelanden mellan varandra. Telegrafen blåste ner på natten den 1 oktober 1863 och återuppbyggdes aldrig, eftersom den elektriska telegrafin då hade utkonkurrerat den optiska.
Den 1 januari 1925 övertog Radiotjänst den privata rundradiostation, som på prov drivits uppe på Otterhällan.

## Otterhällan och svensk film
I mitten av maj 1916 stod Hasselblad film AB:s filmateljé färdig, den låg högst upp på bergets krön och var på sin tid en av Sveriges största och modernaste ateljéer. Ateljén var nio meter bred, nitton meter lång och fem till åtta meter hög. Under åren 1916-1919 spelade man in ett trettiotal filmer, med bland andra Gösta Ekman. Stjärnregissören hette Georg af Klercker.
Otterhällan förevigades på film 1954, då Bengt Anderbergs bok Nisse Bortom (1946) filmatiserades under sommaren med manus och regi av Alf Sjöberg. Händelserna utspelar sig bland annat i husen Västra Liden 1 (tidigare Göteborgs telegrafhus) och Södra Liden 80 (uppfört 1864), och handlar om en ung mans upplevelser och undergång bland fattiga och delvis "skumma människor" i Göteborg. Huvudpersonen spelades av Per Oscarsson. Bland övriga skådespelare märks Maj-Britt Nilsson, Ulf Palme och Gertrud Fridh.

## Skolorna

Otterhälleskolan (1910–77) sedd från söder 1915, Bildsamlingen, Göteborgs stadsmuseum.

"Gamla skolan" - var beteckningen på den första skolan på Otterhällan, vilken uppfördes år 1863 av byggmästaren August Krüger till en kostnad av 17 000 riksdaler och invigdes den 28 september samma år av domprosten Peter Wieselgren. Den låg på platsen dit Drottning Kristinas jaktslott senare flyttades. Tomtbeteckningen var "N:o 101, Litt. I, stadens II:a rote". Byggnaden var i två plan, med fasad i gult tegel och rymde 200 barn i fyra lärosalar samt bostad för vaktmästare. På grund av närheten till det 1888 uppförda stenkolkraftverket, upphörde snart verksamheten. Det var meningen att en mindre grannfastighet - Alphyddan - skulle rivas och att skolans lekplan skulle utvidgas. Men rummen hyrdes istället ut och tomten avröjdes först 1892. Gamla skolans hus hyrdes ut till Sönnergrens verkstad 1910-1934. På vindsvåningen hyrde Göteborgs första rundradiostation in sig. År 1934 revs byggnaden.
Skolan ersattes av en ny byggnad på berget, Otterhälleskolan, vilken ritades av arkitekten Eugen Thorburn och hade tomtbeteckningen "164-165 i II:a roten" vid Västra Liden. Invigningen av skolan skedde i oktober 1910, och den hade då kostat 275 000 kronor. Otterhälleskolan rymde 748 elever i 16 lärosalar (och en "badlokal") och hade elektrisk belysning. Gymnastiksalen placerades under skolgården, eftersom tomten var så knapp. En del av gården kom därmed att bli yttertak till gymnastiksalen. Byggnaden revs 1977.

## Sägen om stadens grundande
Enligt en sägen – som omnämns så tidigt som 1648 i en oration på latin av gymnasisten Petrus Andrae Prytz – var det på Stora Otterhällan som Gustav II Adolf befann sig, när han avgjorde var den nya staden skulle byggas. En fågel som sökte skydd vid kungens fötter för en förföljande örn, betraktades av kungen som ett gott omen och han pekade ner mot älvdalen och yttrade orden: Här ska staden ligga.